# نانتوآ
نانتوآ (به فرانسوی: Nantua) یک کمون در فرانسه با جمعیت ۳٬۶۳۳ نفر است که در Canton of Nantua واقع شده‌است.